# 49700 Матер
49700 Матер (49700 Mather) — астероїд головного поясу, відкритий 1 листопада 1999 року.
Тіссеранів параметр щодо Юпітера — 3,683.